# Ernesto de la Torre Villar
Ernesto de la Torre Villar (Tlatlauquitepec, Puebla, 24 de abril de 1917 - Ciudad de México, 7 de enero de 2009), fue un abogado, escritor, historiador, músico, bibliófilo y académico mexicano. Escribió casi dos centenares de publicaciones, entre libros, artículos, reseñas, críticas, trabajos monumentales de edición de fuentes y antologías. Se especializó en la etapa histórica de la Independencia de México en la creación del Estado mexicano, en la historia de la Iglesia católica y de la Virgen de Guadalupe Fue miembro de la Academia Mexicana de la Historia. Se casó con la reconocida geógrafa mexicana Esperanza Yarza

## Estudios
Realizó sus primeros estudios en la Escuela Galación Gómez, en el Colegio Francés de Alvarado y en la Escuela Secundaria N°1. Estudió en la Escuela Nacional Preparatoria, cursó Letras en la Facultad de Filosofía y Letras de 1935 a 1938 y de forma paralela la licenciatura como abogado en la Facultad Nacional de Jurisprudencia de 1937 a 1941. De 1941 a 1945 ingresó al Centro de Estudios de Historia del Colegio de México y a la Escuela Nacional de Antropología e Historia.
De 1948 a 1951 fue becado por el gobierno de Francia y viajó a París para continuar sus estudios en la Facultad de Letras de La Sorbonne y en la École Pratique des Hautes Études.

## Docencia
Fue profesor de la Escuela Nacional Preparatoria de 1944 a 1945; de la Escuela Normal Superior de 1952 a 1953; de la Escuela Nacional de Bibliotecarios y Archivistas de 1955 a 1965; de la Facultad de Filosofía y Letras desde 1945, siete años más tarde, en la misma facultad, fue director del Seminario de Historia de México Independiente y desde 1980 director del Seminario de Historia Social y Cultural Colonial.
Fundó en 1949 la Cátedra de Historia de la Civilización Mexicana en el Institut Catholique de París e impartió clases hasta 1951. Fue profesor visitante en la Universidad de Rennes en 1950, en la Universidad de Mendoza en Argentina, en la Universidad Central de Venezuela, en la Universidad de Río Piedras en Puerto Rico, en la Universidad de Texas en Austin, en la Universidad de Zulia en Venezuela y en la Universidad de Hamburgo en Alemania.
En México, fue profesor de la Universidad Michoacana de San Nicolás de Hidalgo en 1954, de la Facultad de Derecho de la Universidad Autónoma de Guadalajara, fue profesor visitante de la Universidad Autónoma de Yucatán, de la Benemérita Universidad Autónoma de Puebla, Universidad Autónoma de Chihuahua, de la Universidad Autónoma de Ciudad Juárez, de la Universidad de Guanajuato, de la Universidad Autónoma del Estado de México, del Centro de Estudios de la Revolución en Jiquilpan, y en el Colegio de Michoacán en Zamora, Michoacán, en la Universidad Autónoma de Sinaloa en Los Mochis. En la Universidad Iberoamericana fue catedrático de 1960 a 1975 donde fue nombrado maestro emérito y en la Facultad de Filosofía y Letras de la UNAM impartió cursos de posgrado.

## Investigador y bibliófilo
Fue investigador decano del Instituto de Investigaciones Históricas de la Universidad Nacional Autónoma de México. Colaboró para el Archivo General de la Nación, para el Archivo Histórico de la Secretaría de Hacienda. Fue director de la Biblioteca Nacional de México de 1965 a 1978. Fue fundador del Instituto de Investigaciones Bibliográficas de la Universidad Autónoma de México, y del Instituto de Investigaciones Dr. José María Luis Mora. Fue investigador nivel III del Sistema Nacional de Investigadores.

## Académico
Ingresó como miembro numerario a la Academia Mexicana de la Lengua, el 13 de marzo de 1970 ocupando la silla XXIX hasta el 23 de noviembre de 2006, cuando solicitó pasar a su condición de retiro. Fue miembro de la Academia Mexicana de la Historia desde 1971 ocupando el sillón N°1, siendo censor desde 1992. Fue miembro de la Sociedad Mexicana de Geografía y Estadística, miembro de The Academy of American Franciscan History de Washington D. C., de la Société de Histoire Moderne et Contemporaine y de la Société Internationale des Archivistes de París, del Instituto Gonzalo Fernández de Oviedo de Madrid, del Instituto Histórico y Geográfico de Sergipe y de la Sociedad de Historia y Geografía de Brasil, de la Société des Americanistes de Francia, de la Academia de Historia de la Educación de Lima en Perú, miembro correspondiente de la Academia Nacional de la Historia de la República Argentina y de la Sociedad Peruana de la Historia, miembro de la Academia Española de Bibliografía, miembro de la Asociación Mexicana de Bibliófilos y miembro de la Sociedad de Historia Pontificia de la Santa Sede de Roma.

## Premios y distinciones

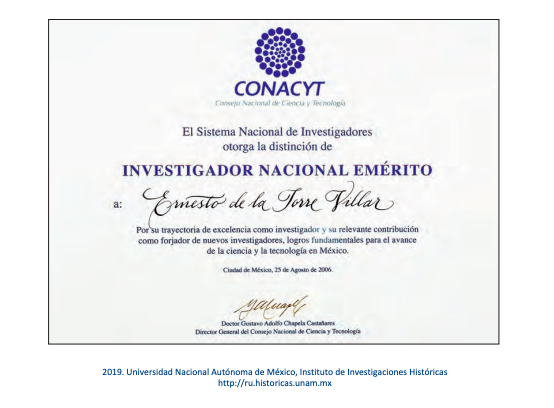
Reconocimiento del SNI como investigador emérito

- Medalla de oro por la Sociedad Mexicana de Geografía y Estadística en 1962.
- Palmas Académicas de la República Francesa en 1965.
- Premio Elías Sourasky en el ramo de Letras en 1968.
- Orden de Andrés Bello grado Comendador, por la República de Venezuela en 1986.
- Premio Nacional de Ciencias y Artes en el área de Ciencias Sociales, Historia y Filosofía por el gobierno federal de México en 1987.
- Premio Universidad Nacional en el campo de Ciencias Sociales en 1988.
- Doctor honoris causa por la Universidad de San Marcos de Lima en 1995.
- Medalla José Vasconcelos del Seminario de Cultura Mexicana en 1998.
- Investigador Emérito por el Sistema Nacional de Investigadores en 2002.
- Premio Ciencias Sociales por el Consejo Nacional de Ciencia y Tecnología de México en 2002.[5]

## Obras
Escribió casi un centenar de libros, casi cuarenta ediciones de obras ajenas, además de prólogos, artículos, capítulos de libros, conferencias, ponencias, reseñas y críticas. Entre sus libros destacan:
- Las leyes del Descubrimiento y Conquista de América en los siglos XVI y XVII (1948).
- Las reducciones de los pueblos de indios en los siglos XVI y XVII (1952).
- Correspondencia diplomática franco-mexicana 1808-1839 (1957).
- El triunfo de la república liberal (1960).
- Dos proyectos para la Independencia de América (1961).
- La Iglesia en México, de la Independencia a la Reforma (1962).
- Los Guadalupes y la independencia (1966).
- La política norteamericana en la época de la Intervención y el Imperio (1969).
- La Constitución de Apatzingán y los creadores del Estado mexicano (1979).
- Testimonios históricos guadalupanos (1982).
- La independencia mexicana tres volúmenes (1982).
- El origen del Estado mexicano (1984).
- En torno al guadalupanismo (1985).
- Juan Ruiz de Alarcón y el nacionalismo mexicano (1990).
- Fray Juan de Zumárraga y Juan José de Eguiara y Eguren. Dos vidas paralelas (1990).
- Fray Bernardino de Sahagún y el Colegio de Santa Cruz (1990).
- Testimonios Guadalupanos (1999).
- Fray Pedro de Gante y la doctrina cristiana de 1553 (2001).

Ernesto de la Torre Villar, falleció en la Ciudad de México el 7 de enero de 2009, a consecuencia de sufrir una caída.